# Magnetar

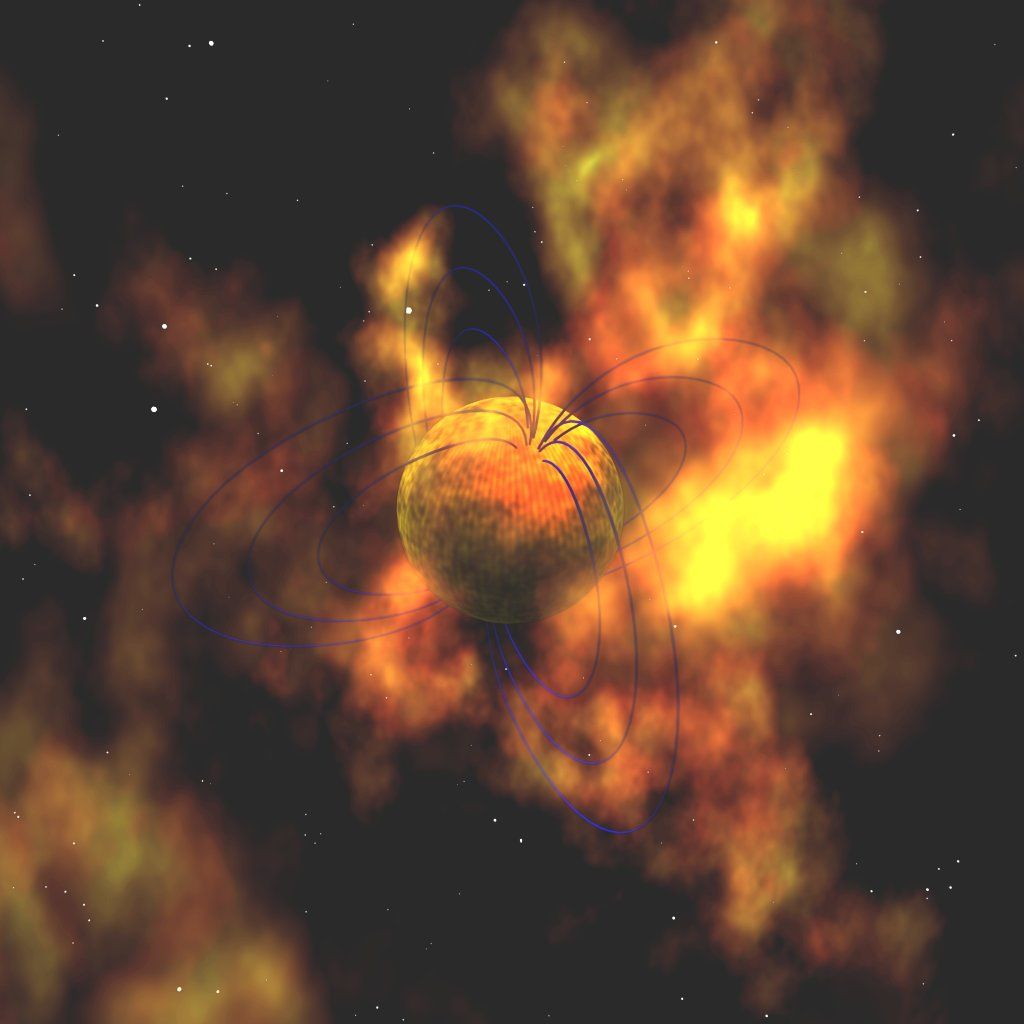
Magnetar.

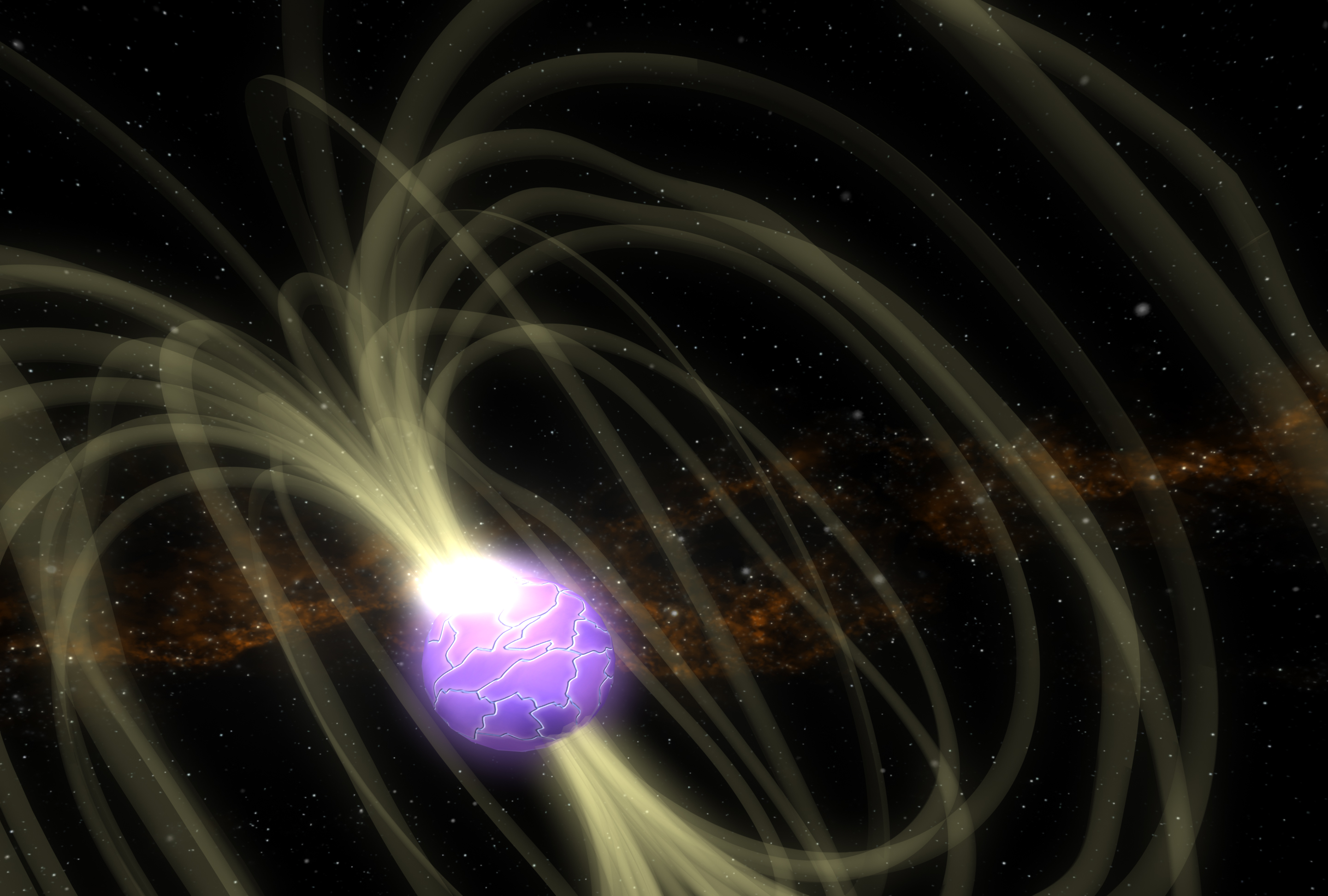
Magnetfältets utbredning.

En magnetar är en neutronstjärna med ett onormalt starkt magnetfält, cirka 1000 gånger starkare än hos en vanlig neutronstjärna. Magnetarer har existerat i teorin sen början av 90-talet men det var först år 1998 som teorierna bekräftades då en magnetar fick ett utbrott som passerade vårt solsystem. När dessa utbrott sker utsöndras enorma mängder röntgenstrålning och gammastrålning.

## Inledning
Magnetarer är relativt nyupptäckta så man har ganska begränsad information om dem. Man har enbart observerat ett fåtal utbrott och antalet kända magnetarer är inte fler än ett 20-tal. Alla dessa har detekterats i eller nära Vintergatan men inga i vår närmaste omgivning. Det man vet om magnetarer är att de är cirka 20 km i diameter och har en rotationsperiod på 5–10 sekunder. Magnetfältets styrka hos en magnetar är omkring 1015 gauss, alltså cirka 1014 gånger starkare än jordens magnetfält. Det innebär att det dessutom är det starkaste magnetfält vi känner till i universum.

## Utbrotten
Man tror att utbrotten beror på spänningar som har byggts upp i magnetarernas komplexa magnetfält. Det går till viss del att jämföra med jordskalv på jorden då neutronstjärnor har en fast skorpa som spricker under utbrotten. Under dessa utbrott frigörs stora mängder gammastrålning, elektroner och positroner, vilket resulterar i en extremt energirik strålning under en bråkdels sekund följt av en avtagande mängd strålning som härrör från elektronerna och positronerna som annihilerar varandra och sänder ut gammastrålning de följande minuterna. Genom datorsimuleringar har man kommit fram till att magnetarers utbrott troligtvis kommer från strax under ytan inom ett område av bara 3,5 km i diameter. Under ett utbrott frigörs ungefär lika mycket energi på en 1 sekund som solen avger på 1 miljon år.

## Uppkomst
Magnetarer uppstår liksom andra neutronstjärnor från stjärnor med en massa 8–20 gånger så stor som solens när dessa kollapsar i en typ 2-supernova. Om neutronstjärnan som bildas roterar tillräckligt fort så genererar den ett starkt magnetfält där fältlinjerna inuti stjärnan förvrängs medan de på utsidan är ordnade. Under magnetarens första levnadssekunder kan den avge en kägla med radiostrålning, liksom en pulsar, men övergår sedan till att bara avge svag röntgenstrålning och större utbrott emellanåt. Efter cirka 10 000 år så har en magnetar gjort av med så mycket av sin energi att den inte längre får utbrott. Baserat på antalet kända magnetarer och deras ungefärliga aktiva livslängd så har man beräknat att det finns cirka 30 miljoner magnetarer i vår galax varav nästan alla är inaktiva.

## Historia
Teorier om magnetarer lades fram i början av 90-talet av Christopher Thompson och Robert Duncan. De var då inget mer än teorier och förkastades av de flesta inom forskarvärlden. 1998 fick de dock upprättelse då SGR 1806–20, en pulsar med en rotationstid på 7,5 sekunder observerades sakta in. Detta stämde in med deras teorier om magnetarer. Samma år detekterades dessutom den mest intensiva gammastrålningen med ursprung utanför vårt solsystem. Den kom från SGR 1900+14 och passade även denna väldigt bra in med deras teorier om hur en magnetar skulle uppträda. Efter dessa två händelser ökade intresset för magnetarer drastiskt. År 2004 detekterade man ytterligare ett kraftigt utbrott från en magnetar, denna gång SGR 1806–20, vilket var ännu kraftigare än det 1998. Det gjordes beräkningar att det under utbrottets topp, som bara varade i några tiondels sekund, frigjordes lika mycket energi som solen avger under 250.000 år.
| Namn             | Upptäcktsår | Rotationstid (s); |
| ---------------- | ----------- | ----------------- |
| SGR 0526–66      | 1979        | 8,0               |
| SGR 1900+14      | 1979        | 5,16              |
| SGR 1806–20      | 1979        | 7,47              |
| SGR 1801–23      | 1997        | ?                 |
| SGR 1627–41      | 1998        | ?                 |
| AXP 1E 2259+586  | 1981        | 6,98              |
| AXP 1E 1048–59   | 1985        | 6,45              |
| AXP 4U 0142+61   | 1993        | 8,69              |
| AXP 1RXS 1708–40 | 1997        | 11,0              |
| AXP 1E 1841–045  | 1997        | 11,8              |
| AXP AXJ1844–0258 | 1998        | 6,97              |
| AXP CXJ0110–7211 | 2002        | 5,44              |
| 4U 0142+61       |             | 8,69              |